# Sinogastromyzon multiocellum
Sinogastromyzon multiocellum är en fiskart som beskrevs av Nguyen 2005. Sinogastromyzon multiocellum ingår i släktet Sinogastromyzon och familjen grönlingsfiskar. Inga underarter finns listade i Catalogue of Life.